# (2068) Dangreen
(2068) Dangreen est un astéroïde de la ceinture principale.

## Description
(2068) Dangreen est un astéroïde de la ceinture principale. Il fut découvert le 8 janvier 1948 à Nice par Marguerite Laugier. Il présente une orbite caractérisée par un demi-grand axe de 2,77 UA, une excentricité de 0,10 et une inclinaison de 12,9° par rapport à l'écliptique.

## Compléments